# Fruitisimo
Fruitisimo je český franšízový řetězec provozoven zaměřený na prodej zdravých produktů zejména z ovoce. Založen byl v květnu 2003 a je provozován společností FRUITISIMO GROUP s.r.o. se sídlem v Praze. Typicky se její prodejny nacházejí v obchodních centrech.
K roku 2025 provozovala celkem 107 poboček (z toho asi 60 v Česku) a ke stejnému roku působila celkem v pěti zemích Evropy, jmenovitě vedle Česka také na Slovensku, v Polsku, Německu a Maďarsku, přičemž k dubnu 2025 společnost plánovala významnou expanzi na trh v Rumunsku. V minulosti vlastnila pobočky také v Rakousku. V roce 2024 společnost utržila celkem 500 milionů korun. V roce 2020 měla společnost přes 650 zaměstnanců.
Zakladateli firmy byli v květnu 2003 podnikatelé Jan Hummel a Tomáš Lichtenberg, kteří první stánek založili v Paláci Flóra v Praze. Franšízový model společnost využívá od roku 2013.